# Sandra McCoy
Sandra Christina McCoy (14 de agosto de 1979) é uma atriz e dançarina estadunidense que se tornou conhecida por participar em 2005 do thriller Cry Wolfe por namorar o ator Jared Padalecki.

## Biografia
McCoy nasceu e cresceu em San Jose, Califórnia, de uma família filipina/irlandesa. Sua mãe, Madeline McCoy, foi uma professora de Educação Física, treinadora de tênis, e instrutora de aeróbica. Seu pai, Gary McCoy, foi o diretor de gerenciamento de banco de dados ao Departamento do Xerife do Condado e um piloto privado. Seu irmão mais novo (nascido em 1981) gostava de jogar basquete e wrestling. Todos os três morreram em um acidente de avião em 1993(Sandra foi a única sobrevivente).
McCoy tem treinado na dança e ginástica desde que ela tinha oito anos e estava na torcida e times de futebol e mergulho da Independence High School.

## Carreira
McCoy mudou-se para Los Angeles, onde ainda reside até hoje, para perseguir uma carreira no show business depois de atingir o grau de Bacharel em Psicologia pela Universidade de Santa Clara. Embora sua primeira tentativa de sucesso de Hollywood, um grupo pop de quatro meninas, caiu completamente, McCoy continuou a desfrutar de vários outros sucessos na indústria cinematográfica tanto como uma atriz e dançarina. Sua primeira ruptura real para o negócio foi o papel principal em "Pop" vídeo da música de NSync. Além disso, ela era uma líder de torcida para o Los Angeles Lakers na temporada de 2002-2003 e fez sua estréia no calendário no Music Video Beauties de 2004.
McCoy fez muitas aparições em pequenos papéis em vários programas de televisão observadas antes de aterrar seu primeiro papel principal. Ela é mais conhecida por seu papel como Mercedes em Cry Wolf, onde conheceu seu namorado de longa data Jared Padalecki. No entanto, os dois terminaram seu relacionamento em 2008.
No início de março de 2007, McCoy fez teste para o reality show Pussycat Dolls Present: The Search for the Next Doll para se tornar a sétima Pussycat Doll, ela aparece no primeiro episódio. McCoy também co-estrelou no episódio de Supernatural "Bedtime Stories", onde fez o demônio da encruzilhada.

## Filmografia
| Year | Title                                                    | Role                      | Notes                |
| ---- | -------------------------------------------------------- | ------------------------- | -------------------- |
| 2001 | The Wayne Brady Show                                     | Ela Mesma                 |                      |
| 2001 | Maybe It's Me                                            | Cheerleader               |                      |
| 2001 | Felicity                                                 | Concurso Constante        |                      |
| 2001 | General Hospital                                         | Mandy                     |                      |
| 2002 | Orange County                                            | Dançarina                 |                      |
| 2002 | Scooby-Doo                                               | Waitress                  | Não creditada        |
| 2002 | Power Rangers Wild Force                                 | Kendall                   | Papel Recorrente     |
| 2002 | Like Mike                                                | Cheerleader #8            |                      |
| 2002 | The Hot Chick                                            | Jessica Cheer Girl        |                      |
| 2002 | Sabrina, the Teenage Witch                               | Mulher atraente           |                      |
| 2002 | Hidden Hills                                             | Miss Lily                 |                      |
| 2003 | CSI: Crime Scene Investigation                           | Hot Chick                 |                      |
| 2003 | Down with Love                                           | Astronette #5             | Como Sandra C. McCoy |
| 2003 | Days of Our Lives                                        | Joelle                    |                      |
| 2003 | The Parkers                                              | Girl #2                   |                      |
| 2003 | CSI: Miami                                               | Allyson                   |                      |
| 2004 | A Cinderella Story                                       | Cheerleader/Dancer #1     |                      |
| 2005 | Wild Things: Diamonds in the Rough                       | Elena Sandoval            |                      |
| 2005 | Crash Landing                                            | Melanie                   |                      |
| 2005 | Cry Wolf                                                 | Mercedes                  |                      |
| 2005 | Horror High                                              | Leslie                    | Voz                  |
| 2006 | CSI: NY                                                  | Amber Capece              |                      |
| 2006 | Two and a Half Men                                       | Tina                      |                      |
| 2006 | Veronica Mars                                            | Scarlett                  |                      |
| 2007 | The Pussycat Dolls Present: The Search for the Next Doll | Ela Mesma                 |                      |
| 2007 | Dead of Winter                                           | Tiffany                   |                      |
| 2007 | Toxic                                                    | Jaymee                    |                      |
| 2007 | The O.C.                                                 | Hippie Chick              |                      |
| 2007 | House of Fears                                           | Hailey                    | Direct-to-DVD        |
| 2007 | Supernatural                                             | Demônio das encruzilhadas |                      |
| 2007 | Lost Signal                                              | Tiffany Matthews          |                      |
| 2008 | Deep in the Valley                                       | Enfermeira                |                      |
| 2008 | Nite Tales: The Movie                                    | Serena                    |                      |
| 2012 | Femme Fatales                                            | Professor Kelsey Williams | 1 episódio           |